# ونترپرگدا
ونترپرگدا (به انگلیسی: Ventrapragada) یک روستا در هند است که در آندرا پرادش واقع شده‌است.